# Coxing-Weißbauchratte
Die Coxing-Weißbauchratte (Niviventer coninga, gelegentlich auch Niviventer coxinga) ist eine Nagetierart aus der Gattung der Weißbauchratten (Niviventer) innerhalb der Altweltmäuse (Murinae). Sie kommt endemisch auf der Insel Taiwan vor.
Die Art ist nach dem chinesischen Armeeführer Zheng Chenggong benannt, der von den Niederländern „Koxinga“ genannt wurde. Der Artzusatz coninga beruht auf einer anderen Schreibweise des Spitznamens, die in der Originalbeschreibung von Robert Swinhoe vorkam.

## Merkmale
Die Coxing-Weißbauchratte erreicht eine Kopf-Rumpf-Länge von 14,0 bis 20,5 Zentimetern mit einem Schwanz von 17,4 bis 26,2 Zentimetern Länge bei einem Gewicht von etwa 110 bis 180 Gramm. Die Hinterfußlänge beträgt etwa 30 bis 37 Millimeter, die Ohrlänge 22 bis 29 Millimeter. Der Schädel hat eine Gesamtlänge von 39 bis 49 Millimeter.
Es handelt sich um eine vergleichsweise große Art der Gattung. Das Rückenfell ist rötlich-braun bis gelblich-braun mit borstiger Behaarung. Das Bauchfell ist cremeweiß. Der Schwanz ist etwas kürzer als die Kopf-Rumpf-Länge, er ist oberseits dunkelbraun und unterseits etwas heller. Im Aussehen entspricht sie teilweise der ebenfalls auf Taiwan lebenden Taiwan-Weißbauchratte (Niviventer culturatus), ist jedoch deutlich größer.

## Verbreitung
Die Coxing-Weißbauchratte kommt als Endemit nur auf der Insel Taiwan vor.

## Lebensweise
Über die Lebensweise der Coxing-Weißbauchratte liegen nur wenige Informationen vor. Sie lebt vor allem in Laubwäldern, an Waldrändern und in Gebüschen, dabei spielt ein dichter Unterwuchs wahrscheinlich eine wichtige Rolle. Sie ist auf Flachlandregionen und Bergregionen unterhalb von 2000 Metern beschränkt, besonders häufig kommt sie in Höhen um 1300 Metern vor. Der Wurf der Tiere besteht aus zwei bis drei Jungtieren.

## Systematik
Die Coxing-Weißbauchratte wird als eigenständige Art innerhalb der Weißbauchratten (Niviventer) eingeordnet, die aus 17 Arten besteht. Die wissenschaftliche Erstbeschreibung stammt von dem britischen Zoologen Robert Swinhoe, der die Art 1864 anhand von Individuen aus Taiwan beschrieb. Anhand molekularbiologischer Daten wurde die Art in die Nähe der Indochinesischen Weißbauchratte (Niviventer tenaster) gestellt und bildet mit dieser sowie der Taiwan-Weißbauchratte (Niviventer culturatus) und der Chinesischen Weißbauchratte (Niviventer confucianus) ein gemeinsames Taxon. Chromosomale und weitere molekularbiologische Daten zeigen, dass ein Schwesternartenverhältnis zur Taiwan-Weißbauchratte unwahrscheinlich ist und somit beide Arten unabhängig voneinander die Insel besiedelt haben.

## Status, Bedrohung und Schutz
Die Coxing-Weißbauchratte wird von der International Union for Conservation of Nature and Natural Resources (IUCN) als nicht gefährdet (least concern) eingeordnet. Begründet wird dies mit dem vergleichsweise großen Verbreitungsgebiet von mehr als 20.000 km², den angenommen großen Beständen in ihrem Verbreitungsgebiet und dem geringen Rückgang der Bestände. Potenzielle Gefährdungen sind nicht bekannt, menschlich genutzte Habitate schränken die Ausbreitung der Art jedoch ein.

## Belege
1. ↑  Beolens, Watkins & Grayson: The Eponym Dictionary of Mammals. Johns Hopkins University Press, Baltimore 2009, ISBN 978-0-8018-9304-9, S. 88 (Coxing).
2. 1 2 3 4  Darrin Lunde, Andrew T. Smith: Spiny Taiwan Niviventer. In: Andrew T. Smith, Yan Xie: A Guide to the Mammals of China. Princeton University Press, Princeton NJ 2008, ISBN 978-0-691-09984-2, S. 267.
3. 1 2 3 4 5  Niviventer coninga in der Roten Liste gefährdeter Arten der IUCN 2016.2. Eingestellt von: C.H. Johnston, A.T. Smith, 2008. Abgerufen am 12. November 2016.
4. 1 2  Niviventer coninga. In: Don E. Wilson, DeeAnn M. Reeder (Hrsg.): Mammal Species of the World. A taxonomic and geographic Reference. 2 Bände. 3. Auflage. Johns Hopkins University Press, Baltimore MD 2005, ISBN 0-8018-8221-4.